# 棕腹鹰鹃
棕腹鹰鹃（学名：Hierococcyx nisicolor）为杜鹃科杜鹃属的鸟类，也称棕腹杜鹃、霍氏鹰鹃。分布于喜马拉雅山脉南至马来半岛以及中国大陆的长江以南、四川等地。多见于常绿林或茂密的山地灌木丛。该物种的模式产地在尼泊尔。拆分后的棕腹鹰鹃是单型物种。